# Athanur
Athanur là một thị xã panchayat của quận Namakkal thuộc bang Tamil Nadu, Ấn Độ.

## Nhân khẩu
Theo điều tra dân số năm 2001 của Ấn Độ, Athanur có dân số 9014 người. Phái nam chiếm 51% tổng số dân và phái nữ chiếm 49%. Athanur có tỷ lệ 55% biết đọc biết viết, thấp hơn tỷ lệ trung bình toàn quốc là 59,5%: tỷ lệ cho phái nam là 64%, và tỷ lệ cho phái nữ là 45%. Tại Athanur, 11% dân số nhỏ hơn 6 tuổi.